# André Ventura
Pour les articles homonymes, voir Ventura.
André Claro Amaral Ventura (né le 15 janvier 1983 à Sintra) est un homme politique portugais.
En 2019, il fonde le parti Chega, qui est classé à l’extrême droite de l’échiquier politique. Candidat à l’élection présidentielle de 2021, il obtient un peu moins de 12 % des voix.

## Biographie
Né à Sintra, en périphérie de Lisbonne, le 15 janvier 1983, André Ventura est diplômé en droit de l'université nouvelle de Lisbonne et docteur en droit public de l'University College Cork d'Irlande.
Il a travaillé pour la chaine privée CMTV, un média avant tout « sensationnaliste », pour laquelle il était commentateur sportif puis commentateur de faits divers criminels. Il devient une personnalité médiatique reconnue qui « tranche par son bagout décomplexé et ses saillies sécuritaires, antisystème, iconoclastes, xénophobes ». Il tient également une chronique dans le journal conservateur Correio da Manhã, le quotidien le plus lu du pays, qui appartient au même groupe que CMTV. En 2016, il envisage de briguer la présidence du Benfica Lisbonne, avant d'y renoncer[réf. nécessaire].
D'abord membre du Parti social-démocrate, situé au centre-droit, il est alors résolument pro-Union européenne mais se situe sur une ligne plus conservatrice que son parti. Proche du Premier ministre, Pedro Passos Coelho, il est alors considéré comme l'un des principaux espoirs du parti pour les années à venir.
II brigue en 2017 la municipalité de Loures, au nord de Lisbonne. Il s'en prend avec véhémence à l'ethnie gitane, qu'il associe au crime, au squat, au mariage entre mineurs ou à l'absentéisme scolaire. « Ils vivent exclusivement des aides de l'État », dénonce-t-il. Il n'est pas élu mais sa campagne attire l'attention des médias.
Le 9 avril 2019, il fonde le parti Chega (« Ça suffit »), qui fait partie de la coalition « Basta! » pour les élections européennes de 2019, où il n'obtient aucun siège. En juin de la même année, la coalition Basta! est dissoute. 
Candidat aux élections législatives d’octobre 2019, il obtient un siège pour la circonscription de Lisbonne, marquant ainsi le retour de l'extrême droite au Parlement portugais, 45 ans après la Révolution des Œillets.
Il se présente à l'élection présidentielle du 24 janvier 2021 et obtient 11,9 % des suffrages exprimés, derrière la socialiste Ana Gomes (13 %) et le président sortant, Marcelo Rebelo de Sousa, qui est réélu dès le premier tour avec 60,7 % des voix.
Le 30 janvier 2022 à la suite des élections législatives portugaises de 2022, il est réélu député à l'Assemblée de la République portugaise pour la XVe législature de la Troisième République portugaise.

## Prises de position
André Ventura se présente comme un homme politique « anti-système », fustigeant la corruption de la classe politique et le « socialisme ». Il se nourrit « des thèmes de la loi, de l'ordre, de la défense de la police contre la petite criminalité, de l'amalgame, aussi, entre les cités HLM et la violence », selon le politologue António Costa Pinto. 
Il parle avec une forme de nostalgie de l'ancien dictateur António de Oliveira Salazar, mais sans s'en revendiquer explicitement, la dictature demeurant associée, y compris à droite, au sous-développement et à la pauvreté. Il décrit le Processus révolutionnaire en cours, qui fait suite, en 1974-1975, à la révolution des Œillets, comme une « dictature communiste »[réf. nécessaire].
Son parti, Chega, se présente comme « national, conservateur, libéral et personnaliste ». Son programme reste imprécis sur les questions économiques mais défend un modèle assez libéral : « il ne se pose pas en défenseur des travailleurs et de l’État-providence, à la différence du Rassemblement national en France ». ll souhaite également que le Portugal reste intégré à l'Union européenne.  
André Ventura tient régulièrement des propos ciblant les Noirs et les Roms. Il suggère pendant la pandémie de covid-19 d'interner ces derniers dans des camps, affirmant que leur hygiène de vie pourrait être vecteur de maladies. Il s'appuie aussi sur le sentiment d’insécurité, le plus souvent en établissant un lien avec les minorités étrangères.[réf. nécessaire]
En janvier 2020, alors que la députée Joacine Katar Moreira, née en Guinée-Bissau, défendait une proposition de loi visant à restituer aux anciennes colonies portugaises leur patrimoine, il provoque un tollé au Parlement en proposant qu'elle soit « rendue à son pays d'origine ». 
Lors de la convention 2020 du parti Chega, il fait adopter une motion prônant le retrait des ovaires aux femmes qui avortent. Il demande ensuite son retrait, face aux protestations. 
Pour les élections législatives de 2024, il fait campagne avant tout sur la dénonciation de la corruption des partis traditionnels et l'immigration. « Il a su présenter l'offre adéquate et recueille les votes de protestation face à la vie chère, le mauvais fonctionnement des hôpitaux, les loyers trop hauts, l'immigration ou les gitans », décrit Hector Sanchez Margalef, chercheur du Centre d'études internationales CIDOB (en), à Barcelone. « C'est une stratégie clientéliste. L'important n'est pas d'être cohérent mais de toucher les électeurs en exprimant les différents ras-le-bol. »

## Affaire judiciaire
En 2025, André Ventura fait l'objet d'une enquête du parquet portugais suite à une plainte déposée par 10 associations pour des propos tenus contre la communauté rom dans des vidéos diffusées avant les élections législatives. Dans l'une de ces vidéos, il s'interrogeait sur la construction de logements sociaux destinés aux Roms en demandant « Pourquoi construisons-nous des maisons pour les gitans ? En construisons-nous pour les gens normaux ? ». Ces déclarations sont considérées par les plaignants comme une incitation à la haine envers cette minorité ethnique.

## Publications
- Introdução à Fiscalidade, e-book, Lisboa (2017)
- Justiça, Corrupção e Jornalismo (co-auteur avec Miguel Fernandes), Vida Económica (2015)
- A Nova Justiça Internacional, Chiado Editora, Lisboa (2015)
- A Nova Administração Pública, Quid Juris, Lisboa (2014)
- A Reforma do IRC (com António Carlos dos Santos), Vida Económica, Lisboa (2014)
- Lições de Direito Fiscal, Chiado Editora, Lisboa (2014)
- Lições de Direito Penal, Volume I, UAL / Instituto de Direito Público / Chiado Editora (2013), Montenegro, com 2.ª ed. revista, pela Chiado Editora, Lisboa (2008)
- A Última Madrugada do Islão, Chiado Editora, Lisboa (2009)